# Stadler Euro Dual
La série des Euro Dual (connue sous le nom de Vossloh Euro Dual avant 2015) sont des locomotives diesel-électriques bi-mode construites par Stadler. Elles sont en service en Allemagne, Royaume-Uni, Afrique du Sud, Suède, Norvège, Bolivie et Tanzanie et en France.
En avril 2019, la société de leasing suisse European Loc Pool (ELP) attribuait à Stadler un contrat-cadre pour 100 locomotives Euro Dual. La société suédoise Green Cargo loue à ELP deux machines
Un exemplaire bi-mode bi-courant opéré par Captrain et numéroté CC6001, est également en service en France entre Vittel et Arles en tête de trains d'eau. Cette machine possède une puissance de 6 175 kW sous caténaire 25 kV 50 Hz, 4 110 kW sous caténaire 1,5 kV continu et 2 525 kW en mode thermique. Elle peut rouler à 120 km/h.
European Loc Pool (ELP)  a signé avec VTG Rail Logistics Deutschland, la location de quatre de ces Euro Dual, d'une puissance de 2,8 MW en fonctionnement diesel et de 6 MW sous caténaire, équipés de série de l'ETCS Baseline 3 pour le niveau 2. En 2021, ELP a signé un contrat de location de deux Eurodual avec la société norvégienne CargoNet.
Entre 2015 et 2016, Direct Rail Services prend livraison de dix exemplaires d'Euro Dual, numérotés sous la classe 88, modifiés pour correspondre au gabarit en vigueur en Grande-Bretagne.
En 2017, la compagnie allemande de fret Havelländische Eisenbahn (HVLE), a commandé 10 locomotives EuroDual 9000, livrées en 2021.
En septembre 2021, deux locomotives sur sept, ont été livrées en Turquie pour l'opérateur ferroviaire privé Körfez Ulaştırma.
Les "Eurodual" portent également l'appellation EURO9000, une version un peu différente de 9000 kW. En mars 2023, l'EURO9000 type UE, "Next Generation Locomotive" a reçu l'approbation et l'autorisation de commercialiser en Allemagne et en Autriche et prochainement la locomotive sera homologuée pour une exploitation en Suisse, en Belgique, aux Pays-Bas en 2023 et en Italie en 2024,.
La société Alpha Trains, propriétaire et loueur de locomotives, a signé en octobre 2023, un contrat pour l'achat de 12 locomotives MS hybrides EURO9000 à six essieux avec la société Stadler Rail. Cette décision en faveur des locomotives EURO9000 s'inscrit dans la continuité du partenariat long et fructueux entre Alpha Trains et Stadler.

## Galerie de photographies

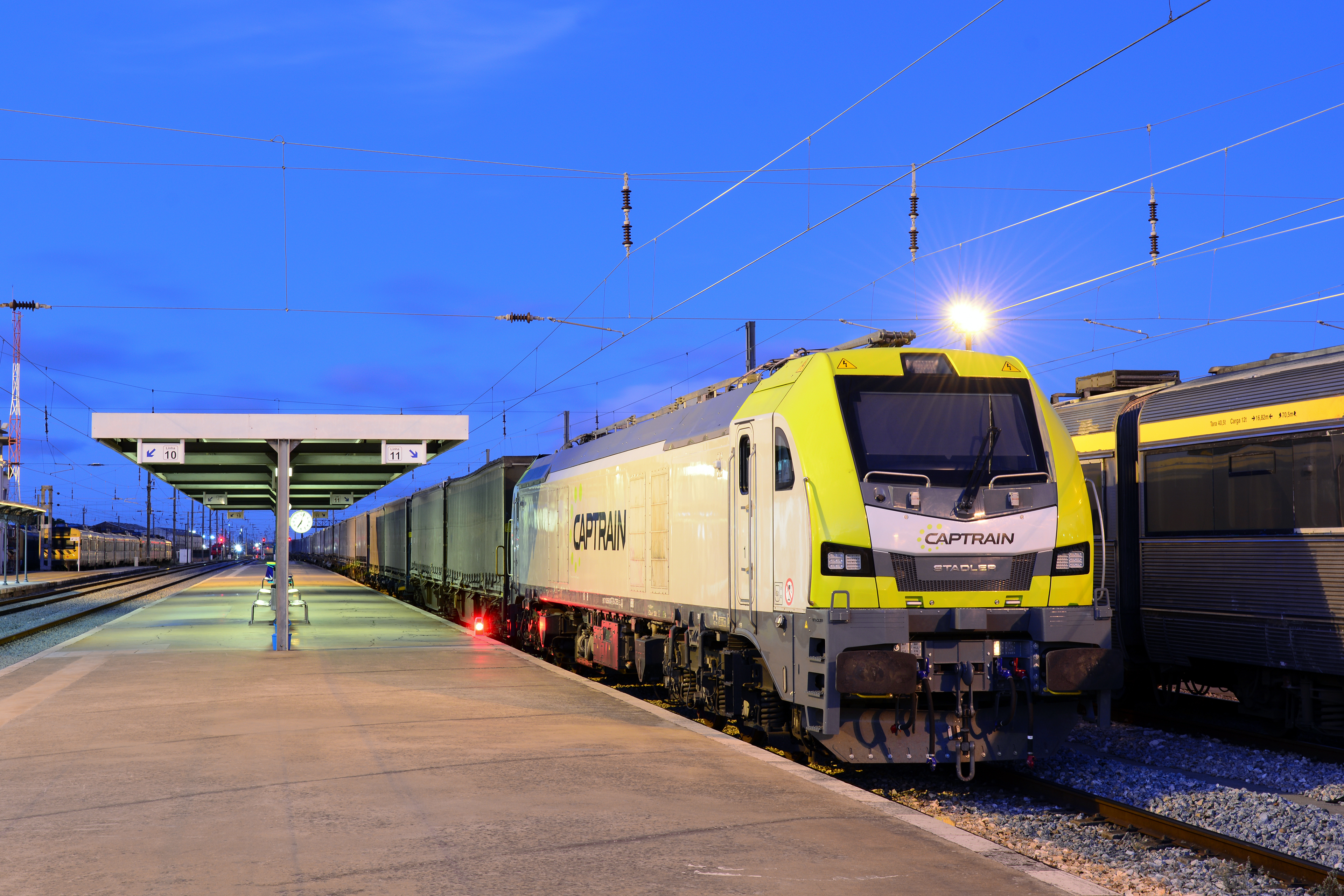
Une Euro 6000, opérée par Captrain en gare d'Entroncamento.
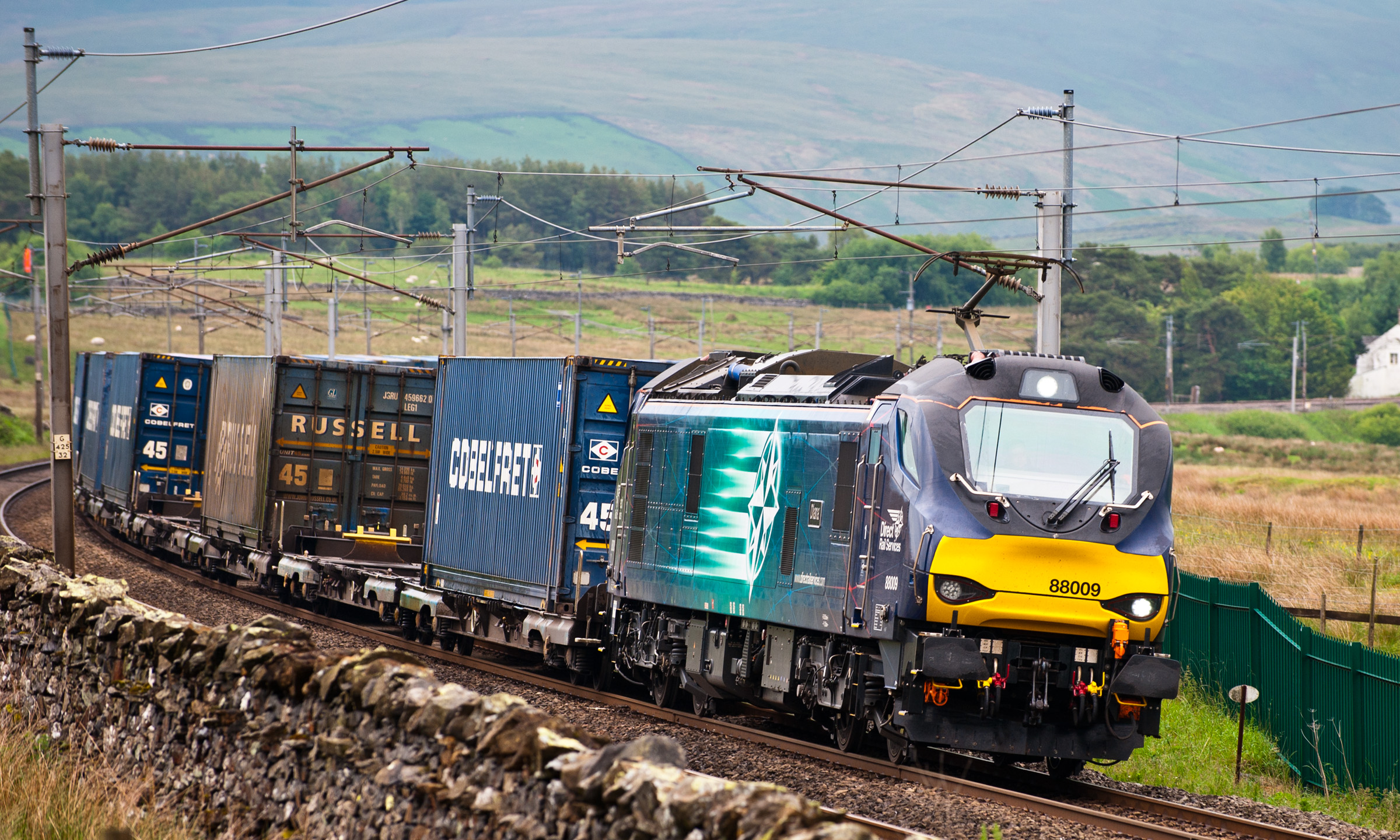
Une BR Class 88 en tête d'une rame de conteneurs dans le comté de Cumbria.
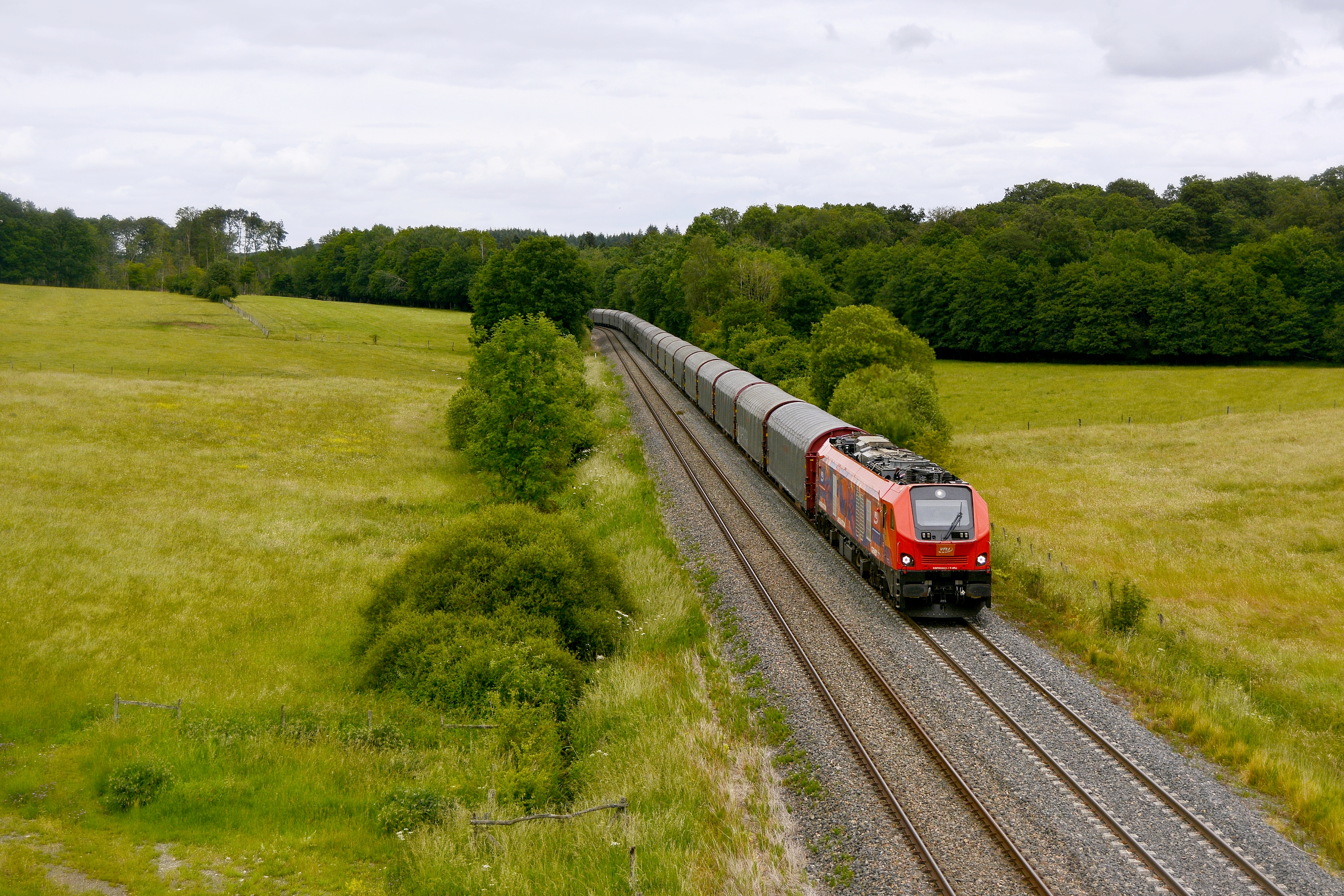
La CC6001 VFLI entre Vittel et Arles.
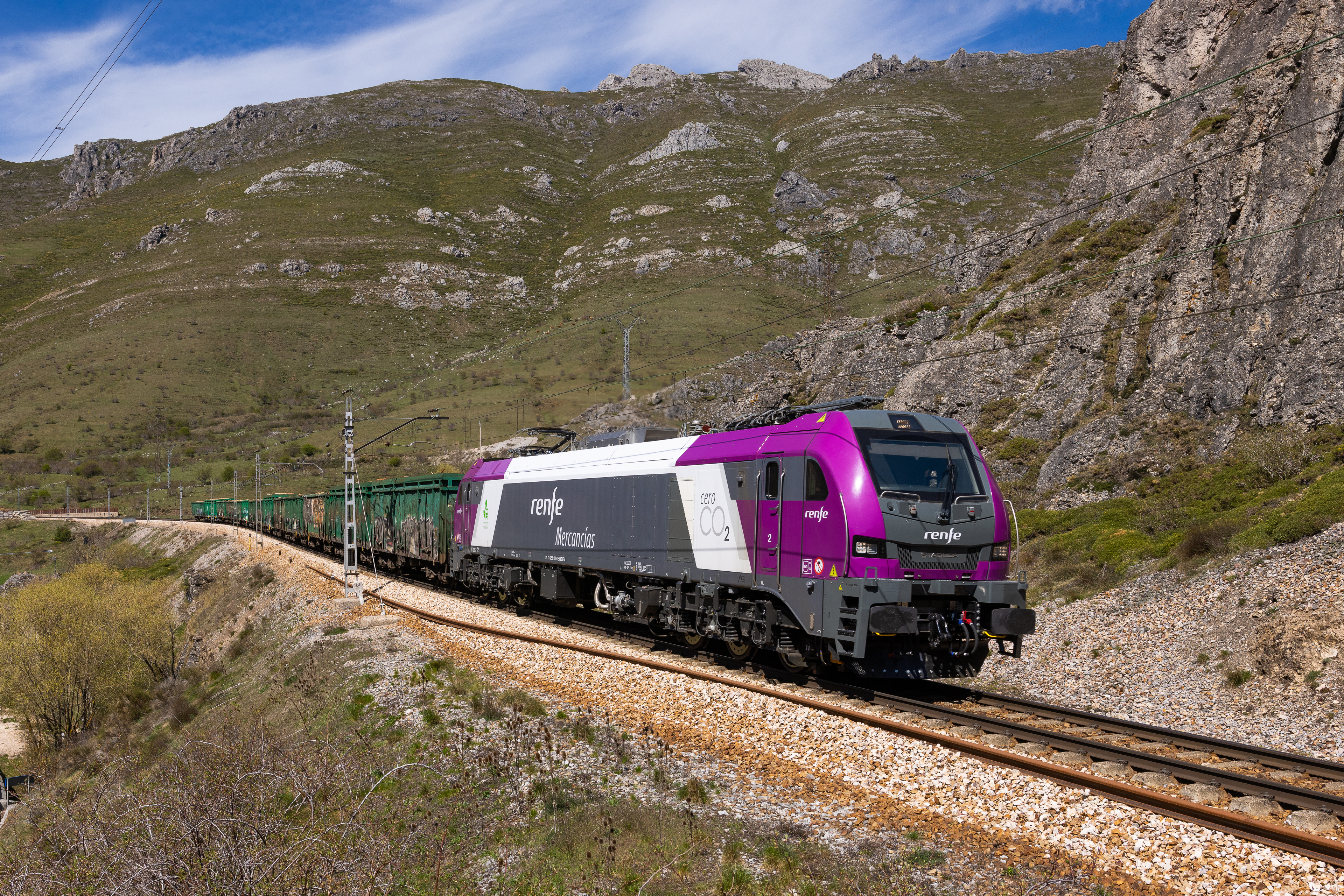
256.1 102 RENFE Mercancías